# دانشگاه ارلانگن نورنبرگ

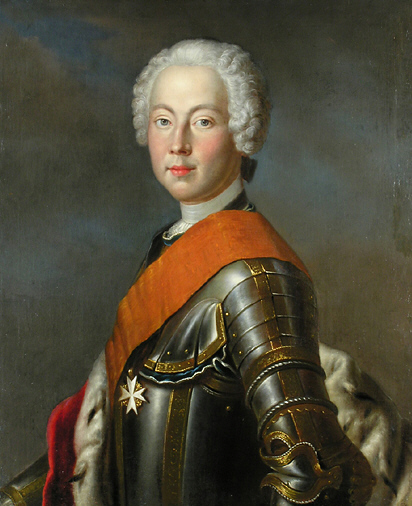
شاهزاده فردریش مارگراف براندنبورگ-بایروس، مؤسس دانشگاه ارلانگن

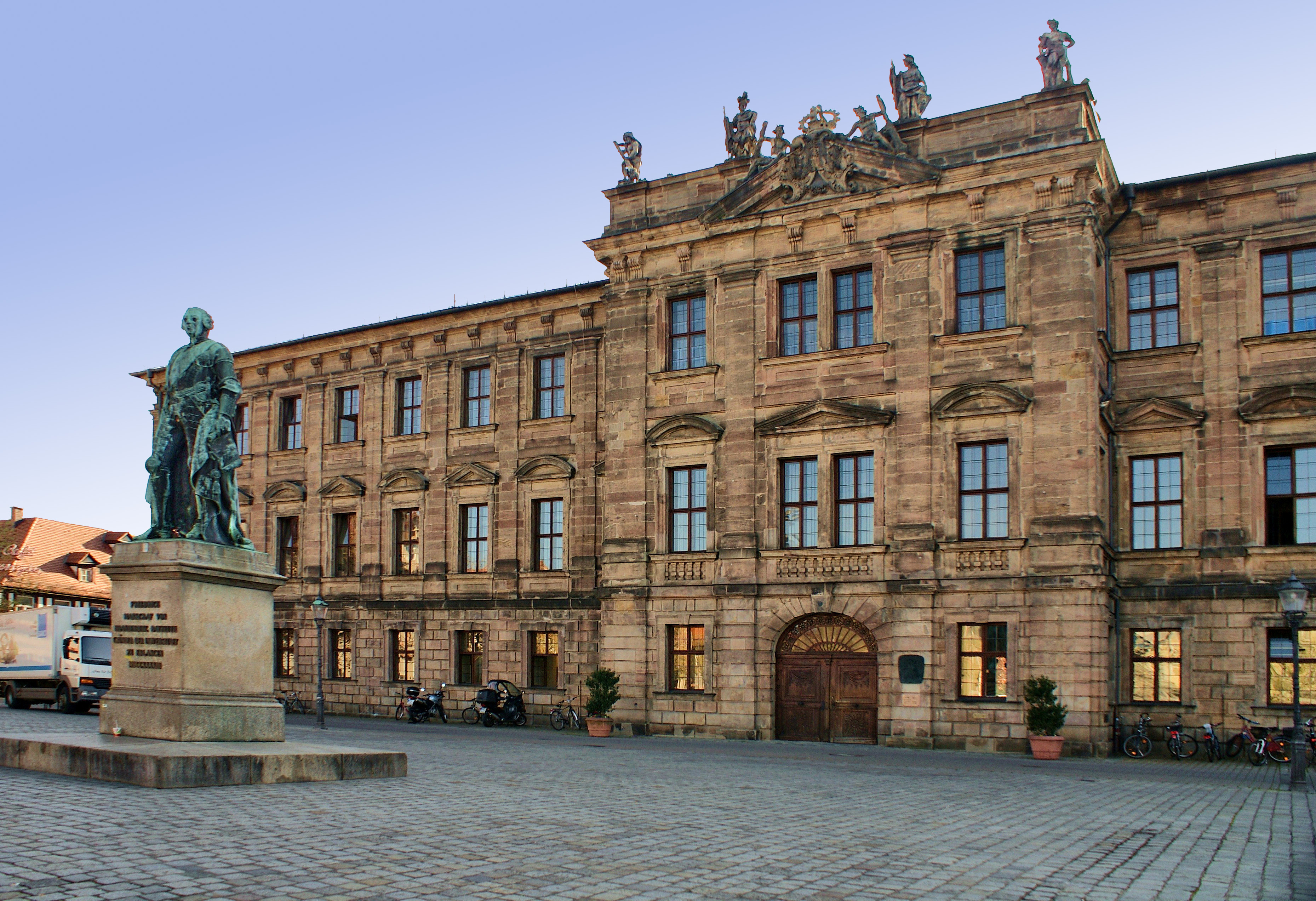
ساختمان اصلی دانشگاه

دانشگاه فردریش-آلکساندر ارلانگن-نورنبرگ (به آلمانی: Friedrich-Alexander-Universität Erlangen-Nürnberg) یک دانشگاه تحقیقاتی دولتی در دو شهر ارلانگن و نورنبرگ واقع در ایالت بایرن آلمان می‌باشد که در سال ۱۷۴۳ میلادی بنیان‌نهاده شده‌است.
این دانشگاه عمومی که با بودجه دولتی اداره می‌شود و یکی از مراکز مهم تحقیقاتی-آکادمیک آلمان به‌شمار می‌آید در حال حاضر حدود ۴۰ هزار دانشجوی ثابت و ۴۰۰ عضو هیئت علمی و محقق شامل ۵۷۹ مدرس دارد. به گفته مقامات دانشگاه این نهاد در عرضه فرصت‌های تحصیلی با هدف فراگیری نظری و عملی دانشجویان فعال است و از این حیث کیفیت جزو رتبه‌های برتر آلمان به‌شمار می‌آید. شاخه‌های عرضه شده در این دانشگاه تمام علوم مدرن از جمله انسانی، علوم اجتماعی، مهندسی، پزشکی، حقوق و اقتصاد را در بر می‌گیرد و جزو دانشگاه‌های تحقیق محور به حساب می‌آید.
علت نامگذاری این دانشگاه این است که دانشکده‌ها در دو شهر نورنبرگ و ارلانگن که آن هم در قلب متروپولیس نورنبرگ بوده و نزدیک به هم هستند تقسیم شده‌اند. بخش اعظم پردیس دانشگاه در نورنبرگ بنا شده و استقرار شرکت‌های صنعتی بین‌المللی در نورنبرگ و حومه، عامل جذب دانشجویان و مهاجران بسیاری به آن منطقه شده‌است.

## تاریخچه دانشگاه

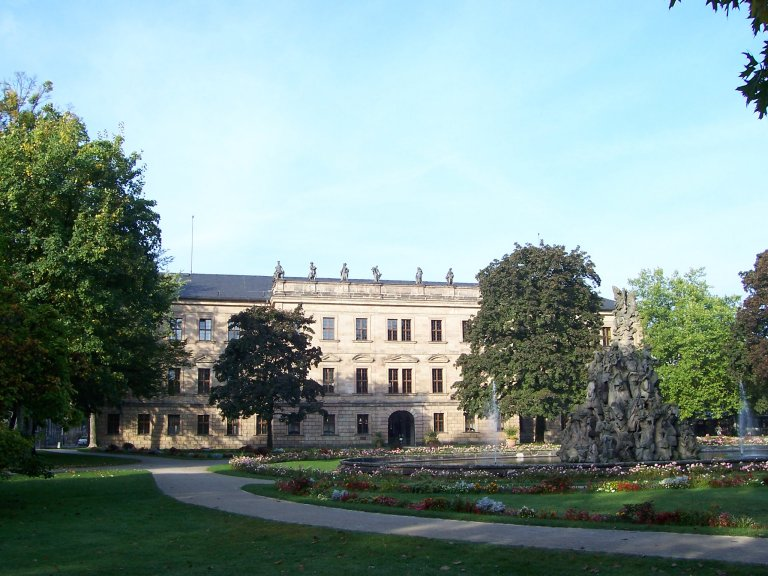
قلعه ارلانگن بخش هایی از دانشگاه ارلانگن نورنبرگ را در خود جای داده است.

دانشگاه‌های آلمان در قرن هجدهم به محلی برای تربیت و آموزش کارمندان به منظور بالا بردن شهرت و وجه شاهزادگان به‌شمار می‌رفت. در چنین شرایطی دانشگاهی با نام تنهای ارلانگن در سال ۱۷۴۳ توسط شاهزاده فردریش براندربورگ-بایروس از خاندان هوهن‌تسولرن تأسیس‌شد. از آنجاییکه شاهزاده در تأمین مالی دانشگاه به مشکل برخورد، دانشگاه ارلانگن به صورت یک نهاد کوچک با ۱۶ استاد باقی ماند تا اینکه در سال ۱۷۶۹ اتحاد خاندان هوهن-تسولرن با خاندان براندربورگ-آنسباخ سبب ارتقای وضعیت مالی و توسعه دانشگاه شد. به پاس خدمات مارگراف الکساندر از اشراف خاندان شاهی جدید، نام دانشگاه به فردریش-الکساندر ارلانگن-نورنبرگ تغییر یافت. با آنکه رشته‌های دانشگاه از بدو تأسیس به الهیات، فلسفه، حقوق و پزشکی محدود می‌شدند با گذر زمان شاخه‌های جدیدتر مانند سیاست و اقتصاد به دانشگاه اضافه‌شد.
تا ۵۰ سال پس از تأسیس، در باواریا تحولات سیاسی شامل تاجگذاری پروسیها در سال ۱۷۹۲، سیطره امپراطوری فرانسه در ۱۸۰۶ و در نهایت ظهور پادشاهی باواریا در ۱۸۱۰ سبب تغییر و تحول دانشگاه گردید. به قدرت رسیدن پادشاهی باواریا با جدا کردن دانشگاه ارلانگن-نورنبرگ از کنترل مارگراف‌ها و دولتی کردن آن همراه بود. با آنگه از خودگردانی دانشگاه در قوانین و مقررات داخلی تا حدود زیادی کاسته شد اما دولتی کردن آن سهم بسزایی در بهینه کردن امور مالی و توسعه فضای آموزشی و زیرساختی دانشگاه شد که با افزایش ورود دانشجویان و بین‌المللی کردن آن از نیمه‌های قرن نوزدهم همراه شد.
با شروع جنگ جهانی اول در سال ۱۹۱۴، دانشکده‌های دانشگاه به بیمارستان‌هایی جهت مداوای مجروحان جنگ مبدل شده بود و با اینکه در سال ۱۸۹۰ از مرز هزار دانشجو گذشته بود شمار دانشجویانش به سیصد نفر رسید. رقم دانشجویان بعد از جنگ احیا شد و رو به فزونی گذاشت. از جمله تغییرات مهم تأسیس دانشکده‌های علوم طبیعی و علوم اجتماعی در سال ۱۹۲۸ بود که نقطه عطفی در توسعه دانشگاه محسوب می‌شود.
پس از جنگ دوم جهانی در سال ۱۹۴۵، مقامات به بازسازی خرابی‌های دانشگاه و پاک کردن آثار حزب نازی که در دوران دیکتاتوری هیتلر فعال بود پرداختند هرچند که در کنار دانشگاه هایدلبرگ تنها دانشگاه‌های آلمان بودند که از خرابی کامل به دور مانده بودند. بعد از جنگ دوم تعداد دانشجویان دوباره افزایش یافت و دانشکده‌های جدید و مدرن دانشگاه در حوزه مهندسی و علوم اقتصاد عموماً در دهه ۵۰ و ۶۰ ساخته شدند. با شروع قرن جدید تعداد دانشکده‌ها به ۱۱ عدد رسید اما دانشگاه با معضل کمبود مکان ساخت ساختمان‌های جدید بویژه در بخش پردیس جنوبی Röthelheim روبه رو شد. از این رو در سال تحصیلی ۲۰۰۷/۲۰۰۸ با نظارت وزارت علوم، تحقیقات و هنر ایالت بایرن اصلاحاتی در ساختار دانشگاه صورت پذیرفت که از جمله آنان فشرده کردن و تبدیل ۱۱ دانشکده به ۵ دانشکده بوده‌است.

## دانشکده‌ها
از سال ۲۰۰۷ و با آغاز اصلاحات زیرساختی دانشگاه، تعداد دانشکده‌ها به ۵ عدد کاهش پیدا کرد. این دانشکده‌ها عبارت اند از
- دانشکده انسانی، علوم اجتماعی و الهیات
- دانشکده بیزینس، اقتصاد و حقوق
- دانشکده پزشکی
- دانشکده علوم طبیعی
- دانشکده مهندسی

## رتبه‌بندی دانشگاه
دانشگاه فردریش-آلکساندر ارلانگن-نورنبرگ در کل جزو دانشگاه‌های برتر آلمان به حساب می‌آید گرچه بسته به رشته تحصیلی متفاوت است. در حوزه مهندسی و فناوری و کامپیوتر چهارم آلمان، پزشکی بالینی و داروسازی ششم، و علوم طبیعی و ریاضیات هفتم است. از لحاظ تعداد انتشارات آثار تحقیقاتی در سه سال متوالی رتبه نخست را در آلمان و در سال ۲۰۱۸ رتبه ۲۱ را در دنیا کسب کرد.
از نظر نوآوری هم این دانشگاه در سال ۲۰۱۷ جزو ۵۰ دانشگاه برتر جهان، دوم در آلمان و ششم در اروپا شناخته شده‌است. جدیدترین رتبه‌بندی کلی را می‌توانید در جدول زیر ببینید:
| جهانی   | جهانی       |
| ------- | ----------- |
| 151-200 | ARWU World  |
| 287     | QS World    |
| 162     | Times World |
| 266     | Webometrics |

## فارغ التحصیلان شهیر
Image:Schreber_Johann_Christian_Daniel_von_1739-1810.jpg|
Image:Hahnemann.jpg|ساموئل هانمن
Image:AvHumboldt.jpg|الکساندر فون هومبولت
Image:Friedrich_Rückert.jpg|فردریش روکرت
Image:Georg_Simon_Ohm3.jpg|گئورگ زیمون اهم
Image:Justus_von_Liebig_NIH.jpg|یوستوس فون لیبیش
Image:Ludwig Andreas Feuerbach.jpg|لودویگ فویرباخ
Image:Felix_Klein.jpeg|فلیکس کلاین
Image:Убеншвуаншвышь.jpg|هرمان امیل فیشر
Image:Eduardbuchner.jpg|ادوارد بوخنر
Image:Noether.jpg|امی نوتر
Image:Geiger,Hans_1928.jpg|هانس گایگر
Image:Bundesarchiv_B_145_Bild-F015320-0010,_Ludwig_Erhard.jpg|لودویگ ارهارد
Image:Alma_Adamkiene_and_Laura_Bush.jpg|Alma Adamkienė
Image:Harald_zur_Hausen_03.jpg|هارالد تسور هاوزن
Image:Vladimir_Putin_15_June_2000-4.jpg|Heinrich von Pierer
Image:Karlheinz_Brandenburg_cropped.jpg|Karlheinz Brandenburg
</gallery>